# 阜新モンゴル族自治県
阜新モンゴル族自治県（ふしん-モンゴルぞく-じちけん、モンゴル語：ᠹᠦᠰᠢᠨ ᠤ
ᠮᠣᠩᠭᠣᠯ
ᠥᠪᠡᠷᠲᠡᠭᠡᠨ
ᠵᠠᠰᠠᠬᠤ
ᠰᠢᠶᠠᠨ）は中華人民共和国遼寧省阜新市の管轄する自治県。略省は阜蒙県。

## 地理
阜新モンゴル族自治県は遼寧省西部に位置し、東は彰武県・黒山県・新民市と、西及び北は北鎮市・義県と、北は内モンゴル自治区フレー旗・ナイマン旗に接する。

## 歴史
阜新モンゴル族自治県の旧称は「蒙古貞」である。1903年（光緒29年）、「山阜日新（山がせり上がるように繁栄する意味）」より阜新県として設置された。当初の県治は鄂爾土坂（現在の内モンゴル自治区ナイマン旗）に設置されたが、1911年（宣統3年）に現在地に移転している。
1958年に阜新モンゴル族自治県と改編され現在に至る。

## 民族
漢民族の人口が最多であり、続いてモンゴル族（20.3％を占める）となる。ほかに満州族、朝鮮族、シベ族など14の民族が居住する。

## 行政区画
1街道弁事処、32鎮、3郷を管轄する。
- 街道弁事所：城区街道
- 鎮：阜新鎮、東梁鎮、仏寺鎮、伊嗎図鎮、旧廟鎮、務歓池鎮、建設鎮、大巴鎮、泡子鎮、十家子鎮、王府鎮、于寺鎮、富栄鎮、新民鎮、福興地鎮、平安地鎮、沙拉鎮、大固本鎮、大五家子鎮、大板鎮、招束溝鎮、八家子鎮、蜘蛛山鎮、塔営子鎮、扎蘭営子鎮、七家子鎮、紅帽子鎮、紫都台鎮、化石戈鎮、哈達戸稍鎮、老河土鎮、太平鎮
- 郷：臥鳳溝郷、蒼土郷、国華郷

## 交通

### 鉄道
- 中国国家鉄路集団
  - 新義線（中国語版）

### 道路
- 高速道路
  -  長深高速道路
  -  阜錦高速道路（中国語版）
  -  奈営高速道路（中国語版）
- 国道
  -  G101国道